# Губернатор
Губерна́тор (англ. governor) — офіційний представник влади, голова місцевого підлеглого уряду колонії, штату, території тощо. Країни світу мають різні назви цієї посади.
В українських суспільних та державних ЗМІ, деяких державних постановах, тощо «губернаторами» називають голів обласних державних адміністрацій, оскільки функції голів обласних рад не відповідають — за визначенням — функціям голів рад в Україні.[уточнити]

## Приклади
Австралія, США, Мексика, Чилі, Бразилія, Аргентина, Індонезія мають губернаторів штатів. Колонії Швеції, Німеччини, Франції, Іспанії, Португалії, Нідерландів та інших, мають на своєму чолі губернаторів. Провінції Китаю, Фінляндії, Шрі-Ланки мають губернаторів головою місцевого уряду. Території сфери повноважень США, a це Американське Самоа, Гуам, Північні Маріанські острови, Пуерто-Рико та Американські Віргінські острови, очолюють губернатори.

## Російська імперія
В Російській імперії губернатор — урядова посада з адміністративними, поліційними та військовими функціями місцевого управління. Введена за шведським зразком Петром I 1708 року при поділі Російської держави на губернії. Українські землі ввійшли до Київської губернії. Губернатор особисто призначався монархом, підпорядковувався верховній владі, Сенату, а з 1802-го уряд губернатора поступово ставав установою МВС. Статус губернатора визначався «Настановою губернаторам» (1764), «Установленням для управління губерній» (1775; див. Губернська реформа 1775) імператриці Катерини II, «Наказом губернаторам» (1837) імператора Миколи I. Повноваження губернатора як головного представника імператора й центральної влади в губернії полягали в керівництві всією місцевою адміністрацією, у тому числі становою (див. Стани), а також в оприлюдненні законів. Нагляд здійснювався шляхом ревізій при вступі на посаду та щорічних ревізій, перевіркою звітної документації.
Губернатор головував у комітетах і комісіях, які укладали кошториси земських зборів, встановлював ціни на основні харчові продукти, контролював виконання державних і місцевих повинностей, зокрема виплату прямих податків і недоїмок, схвалював торги до 20 тис. рублів. У губерніях Правобережної України губернатор упродовж 1830–60-х рр. очолював комісії з ліквідації боргів конфіскованих маєтків учасників польського повстання 1830—1831, з 1844 — інвентарні комітети (див. Інвентарні правила 1847—1848). Безпосередньою військовою діяльністю губернатор не займався (губернською реформою 1775 військові й цивільні повноваження були розмежовані), однак на губернатора покладався обов'язок комплектувати й утримувати війська, контролювати виконання рекрутської повинності. Губернатор був начальником місцевої поліції, відповідав за дотримання державної безпеки та соціально-господарської життєдіяльності населення, зокрема за функціонування медичної і санітарної служб. Був наділений одночасно адміністративними і судовими повноваженнями (останні були значно обмежені указами імператора Олександра I). Відповідав за призначення губернських чиновників і проходження ними служби. Губернатор контролював діяльність вищих губернських судів через призначення їх особового складу. Найбільшу увагу звертав на справи про розкрадання державних маєтностей та карні й стежив за ходом попереднього слідства. Схвалював рішення карних судових палат, совісного й повітового судів із правом пом'якшення, а то й анулювання їх рішень.
Ліберальні реформи 1860–70-х рр. значно вплинули на повноваження губернаторів. Селянська реформа 1861, проведена за участю губернаторів, залишала за цією посадою функцію нагляду за селянським самоуправлінням. Відокремлення суду від адміністрації 1864 (див. Судова реформа 1864) зводило нанівець судову діяльність губернатора. Земська реформа 1864 і міська реформа 1870 звільнили губернатора від вирішення місцевих соціально-господарчих питань, але підвищили наглядово-контролюючі функції. Контрреформи імператора Олександра III розширили повноваження губернатора, надали йому право впливати на судові рішення, контролювати вибори суддів та присяжних засідателів, затверджувати на посадах членів земських установ. У роки царювання імператора Миколи II губернатори брали участь у придушенні революційних, радикальних і соціально-національних рухів. Інститут губернаторства був ліквідований у ході Лютневої революції 1917 (див. Губернські комісари).